# Bethlehem (együttes)
A Bethlehem német extrém metal zenekar. 1991-ben alakultak Grevenbroich-ban. Black és doom metalt, valamint avantgárd metalt játszanak. Mielőtt a Bethlehem megalakult volna, alapító tagjai egy "Morbid Vision" nevű thrash metal együttesben játszottak. Az együttes albumait cenzúrázták és egyes német városokban nem is játszhattak, ugyanis Klaus Matton az első demójukat odaadta egy 14 éves kisfiúnak. Ennek hatására a kisfiú "sátáni oltárt" állított fel szobájában. A kisfiú szülei, egyéb szülőkkel karöltve, tiltakozni kezdtek a Bethlehem és egyéb "sátánista" együttesek zenéje ellen (annak ellenére, hogy a Bethlehem sosem volt sátánista). A zenekar közreműködött az 1997-es Gummo című film zenéjéhez is.

## Tagok
- Jürgen Bartsch: gitár, elektronika, szintetizátor (a Mein Weg albumon), basszusgitár
- Yvonne "Onielar" Wilczynska: ének
- Ilya Karzov: gitár
- Florian "Torturer" Klein: dob

Korábbi tagok
- Rainer Landfermann: ének (a Dictius Te Necare albumon)
- Jonathan Théry: ének
- Reuben Jordan: gitár
- Guido Meyer de Voltaire: ének (a Schatten aus der Alexanderwelt, Mein Weg és a Hexakosioihexekontahexaphobia albumokon)
- Andreas Tekath: billentyűk, zongora (a Mein Weg albumon)
- Klaus Matton: elektromos gitár (a Profane Fetmilch Lenzt Elf Krank albumig)
- Marco Kehren: ének (a S.U.i.Z.i.D.; Reflektionen aufs Sterben albumon)
- Markus Lossen: dob (a S.U.i.Z.i.D.; Reflektionen aufs Sterben albumon)
- Cathrin Campen: ének (a S.U.i.Z.i.D.; Reflektionen aufs Sterben albumon)
- Steinhoff: dob (a S.U.i.Z.i.D. albumig)
- Andreas Classen: ének (a Dictius Te Necare albumig)
- Oliver Schmidt: billentyűk (a Thy Pale Dominion albumon)
- Reiner Tiedemann: elektronika (a Schatten aus der Alexanderwelt albumon), remix (a Suicide Radio albumon)
- Niklas Kvarforth: ének (a A Sacrificial Offering to the Kingdom of Heaven in a Cracked Dog's Ear és a Stönkfitzchen albumokon)
- Steve Wolz: dob
- Olaf Eckhardt: gitár

## Diszkográfia
- Dark Metal (1994)
- Dictius Te Necare (1996)
- Sardonischer Untergang im Zeichen irreligiöser Darbietung (1998)
- Schatten aus der Alexander Welt (2001)
- Mein Weg (2004)
- A Sacrificial Offering to the Kingdom of Heaven in a Cracked Dog's Ear (2009)
- Hexakosioihexekontahexaphobia (2014)
- Bethlehem (2016)
- Lebe Dich Leer (2019)

## Egyéb kiadványok
EP-k
- Reflektionen auf's Sterben (1998)
- Profane Fetmilch Lenzt Elf Krank (1999)
- Suicide Radio (2003)
- Alles Tot (2004)
- Stönkfitzchen (2010)

Split lemezek
- Wraithen / Bethlehem (2002)
- Gestern Starb Ich Schon Heute / Have a Nice Fight (2009)
- Suizidal-Ovipare Todessehnsucht (2009)

Demók
- Bethlehem (1992)
- Thy Pale Dominion (1993)